# أبوكلبس (لعبة فيديو)
أبوكلبس (بالإنجليزية: Apocalypse)، هي لعبة فيديو أمريكية من نوع شوتم أب، وهي من تطوير نيفرسوفت، ومن نشر أكتفجن، صدرت اللعبة في الأسواق سنة 1998، وتعمل حصراً لمنصة بلاي ستيشن، وشارك فيه الممثل الأمريكي بروس ويليس.